# Katie Stevens
Katherine Mari "Katie" Stevens (Southbury, Connecticut, 8 de desembre de 1992) és una actriu i cantant estatunidenca, coneguda pels seus papers de Karma Ashcroft a la sèrie Faking It d'MTV i de Jane Sloan a la sèrie de televisió estatunidenca The Bold Type (2017–2021).

## Biografia
Stevens va créixer a Middlebury, Connecticut. Es va graduar de l'escola secundària Pomperaug a Southbury el juny del 2010. Va ser nomenada l’adolescent destacada de Westbury del 2009 al concurs de beques Greater Watertown. Stevens és d'origen portuguès per part de la seva mare i parla portuguès.
Quan tenia setze anys va participar en la novena temporada del programa de talents American Idol –l’última de Simon Cowell– com a adolescent debutant, acabant en vuitena posició.
Stevens va tenir un paper principal en l'exitosa sèrie per adolescents Faking It (2014-2016). Creada per Dana Min Goodman i Julia Wolov per la cadena MTV, estrenada el 22 d'abril de 2014 consta de tres temporades i 38 episodis, s'inicia amb una trama on Karma (Katie Stevens) i la seva amiga Amy (Rita Volk), les consideren erròniament com a lesbianes, cosa que els dona gran popularitat. Seduïdes per la seva nova fama decideixen mantenir la seva trampa romàntica fins que Amy realment s'enamora de la seva millor amiga.
En reconeixement del treball estret amb organitzacions sense ànim de lucre com The Trevor Project, GLAAD (Gay and Lesbian Alliance Against Defamation) i AIC (Advocates for Informed Choice), el 22 de setembre de 2014 els cinc membres principals del repartiment de Faking It –Bailey De Young, Katie Stevens, Gregg Sulkin, Rita Volk i Michael Willett– i el showrunner Carter Covington van rebre la clau de la ciutat de West Hollywood per part de l’alcalde John D’Amico i el West Hollywood City Council. És la primera vegada que es presenta un programa de televisió amb la clau de la ciutat.
El 2015 va participar en un episodi de CSI: Crime Scene Investigation  interpretant a la filla de Catherine Willows (Marg Helgenberger), Lindsey Willows.
Des del 2017 interpreta el paper de la decidida periodista Jane Sloan a la sèrie estatunidenca de Freeform The Bold Type que treballa a la revista Scarlet, al costat de les seves inseparables amigues i confidents Kat Edison (Aisha Dee) i Sutton Brady (Meghann Fahy).
The Bold Type, inspirada en la vida de la que va ser editora de la revista Cosmopolitan Joanna Coles, es va renovar el gener del 2021 per una cinquena i última temporada de sis episodis.

## Filmografia

### Televisió
| Any       | Títol                          | Paper           | Notes                                       |
| --------- | ------------------------------ | --------------- | ------------------------------------------- |
| 2010      | American Idol                  | concursant      |                                             |
| 2014-2016 | Faking It                      | Karma Ashcroft  | 38 episodis                                 |
| 2015      | I'll Bring the Awkward         | Alexis Martin   | Episodi: The Hammer of Destiny (abril 2015) |
| 2015      | CSI: Crime Scene Investigation | Lindsey Willows | Episodi: Immortality                        |
| 2017–2021 | The Bold Type                  | Jane Sloan      | 52 episodis                                 |
| 2019      | Dolly Parton's Heartstrings'   | Lee             | Episodi: Two Doors Down (novembre 2019)     |

### Cinema
| Any  | Títol               | Paper       | Notes |
| ---- | ------------------- | ----------- | ----- |
| 2014 | Friends and Romands | Gina DeMaio |       |
| 2019 | Polaroid            | Avery       |       |
| 2019 | Haunt               | Harper      |       |

## Premis i Nominacions
- Teen Choice Awards
  - Guanyadora 2014 : Choice TV: Breakout Show (compartit amb resta repartiment de Faking It)
  - Nominada 2018 : Choice Summer TV Star (The Bold Type)[13]
- Women's Image Network Awards
  - Guanyadora 2020 : Actriu sèrie comèdia (The Bold Type)[14]